# قنصور أسترالي
قنصور أسترالي (الاسم العلمي:Colutea novae-hollandiae) هي نوع نباتي يتبع جنس القنصور من فصيلة البقولية.